# 1200 км (платформа)
Платформа 1200 км — закритий пасажирський залізничний зупинний пункт Запорізької дирекції Придніпровської залізниці на перетині ліній Федорівка — Джанкой та Нововесела — Федорівка між станцією Федорівка (5 км) та зупинними пунктами Терпіння (5 км), Платформа 138 км (3,9 км).
З 2013 року, через економічну нерентабельність, Придніпровська залізниця скасувала зупинки приміським поїздам на зупинному пункті Платформа 1200 км.